# Керрі-Енн Мосс
Керрі-Енн Мосс (англ. Carrie-Anne Moss; нар. 21 серпня 1967, Бернабі, Британська Колумбія, Канада) — канадська акторка, продюсерка і модель. Найвідоміші ролі: Триніті у франшизі «Матриця», адвокат Джері Гоґарт у кіновсесвіті «Марвел» і лікарка Ребекка Прюїтт у телесеріалі «Розкажи мені казку» (2019—2020)

## Життєпис
Народилася в Бернабі, Британська Колумбія. Мати Барбара назвала її на честь пісні «Carrie Anne» гурту The Hollies, хіта у рік її народження. Має старшого брата Брука. У дитинстві жила з матір'ю в Ванкувері. В 11 років приєдналася до «Ванкуверського дитячого музичного театру», в старших класах вирушила на гастролі Європою з хором «Magee Secondary School». Після повернення вступила в «Американську Академію драматичного мистецтва» в Пасадені. У 1985 переїхала з Ванкувера в Торонто і стала моделлю. Завдяки моделінгу у кінці 1980-х потрапила до Японії та Іспанії.
Під час зйомок «Матриці» (до 1999 року) мала стосунки з Кіану Рівзом.
У 1999 одружилася з актором Стівеном Роєм, народила трьох дітей: Оуена (вересень 2003), Джейдена (листопад 2005; іноді Кейден) і дочку Френсіс Беатріс (квітень 2009).
Мосс — хрещена матір сина своєї найкращої подруги, акторки Марії Белло — Джека (Джексон Блю МакДермотт), а Белло хрестила старшого сина Мосс, Оуена. Дружить із Джадою Пінкетт-Сміт після співпраці у фільмах «Матриця: Перезавантаження» і «Матриця: Революція».
Мосс — веганка.

## Кар'єра
В Іспанії Мосс вперше з'явилась на телебаченні роллю у драматичному серіалі «Темне правосуддя». Переїхала з Барселони до Лос-Анджелес з серіалом в 1992 році. Зіграла одну з моделей у невеликій мильній опері «Агентство моделей», спін-оффі популярного телесеріалу «Район Мелроуз». 
Великим проривом Мосс стала роль гакерки Триніті в фільмі 1999 року «Матриця». Втілювала Триніті й в подальших трьох сиквелах фільму (включно із фільмом 2021 року), озвучила ігри та анімації на тему «Матриці». В 1993 році знялася в канадському фільмі «Матриця», не пов'язаному із культовою франшизою.
Після виходу «Матриці» Мосс грала разом з Бертом Рейнольдсом і Річардом Дрейфусом у гангстерській діснеївській комедії «Команда». Потім знялася з Велом Кілмером у «Червоній планеті», а далі спільно з Жульєт Бінош, Джонні Деппом і Джуді Денч знялася в номінованому на Оскар фільмі «Шоколад». Працювала у малобюджетному незалежному трилері «Пам'ятай» з Гаєм Пірсом, за що на «Independent Spirit Award» у 2002 відзначена нагородою «Найкраща акторка другого плану».
Озвучила Арію Т'лоак у двох частинах трилогії Mass Effect. Озвучила адмірала Веллса в анімаційному фільмі 2014 р. «Заводна дівчинка» (The Clockwork Girl) режисера Кевіна Конрада Ханни.

## Фільмографія

### Фільми
| Рік       | Українська назва                              | Оригінальна назва                          | Роль                        | Примітки                    |
| --------- | --------------------------------------------- | ------------------------------------------ | --------------------------- | --------------------------- |
| 1989      | Автостопщик                                   | The Hitchhiker                             | двійниця                    |                             |
| 1991–1993 | Вулиця правосуддя                             | Street Justice                             | Дженіфер                    |                             |
| 1991–1993 | Темне правосуддя                              | Dark Justice                               | Тара МакДональд             |                             |
| 1992      | Кафе жахів                                    | Nightmare Cafe                             | Аманда                      |                             |
| 1992      |                                               | Down the Shore                             | Ненсі                       |                             |
| 1992      | Брати по крові                                | The Hat Squad                              | ім'я персонажки не відоме   |                             |
| 1992      | Лицар назавжди                                | Forever Knight                             | Моніка Говард               |                             |
| 1993      | Двері між світами                             | Doorways                                   | Лора                        |                             |
| 1993      | Матриця                                       | Matrix                                     | Ліз Тіл                     |                             |
| 1993      | Шовкові мережі                                | Silk Stalkings                             | Лана Банон                  |                             |
| 1993      | Закон Лос-Анжелеса                            | L.A. Law                                   | жінка за кермом джипу       | 1 епізод                    |
| 1994      | Ніжне вбивство                                | The Soft Kill                              | Джейн Таннер                |                             |
| 1993      | Рятувальники Малібу                           | Baywatch                                   | Гвен Браун                  | 1 епізод                    |
| 1994      | Хижий вогонь                                  | Flashfire                                  | Мередіт Ніл                 |                             |
| 1994–1995 | Агентство моделей                             | Models Inc.                                | Кері Спенсер                | 29 епізодів                 |
| 1995      | Під знаком смерті                             | Terrified                                  | Трейсі                      |                             |
| 1995      | Людина Ніде                                   | Nowhere Man                                | Карін Штольц                | 1 епізод                    |
| 1996      | 364 дівчини на рік                            | 364 Girls a Year                           | Шарнелла Блекстоун          |                             |
| 1996-1999 | Прямуючи на південь                           | Due South                                  | Ірен Зуко                   |                             |
| 1996      | Людина-павук                                  | Spider-Man                                 |                             | озвучила                    |
| 1996      | Саботаж                                       | Sabotage                                   | Луїс Касл                   |                             |
| 1996–1997 | Спецефекти                                    | F/X: The Series                            | Люсінда Скот                |                             |
| 1997      | Таємне життя Альґернона                       | The Secret Life of Algernon                | Медж Клерісі                |                             |
| 1997      | Акція смерті                                  | Lethal Tender                              | Меліса Вілкінс              |                             |
| 1997      | Вайпер                                        | Viper                                      | Стейсі Тейлор               |                             |
| 1999      | Матриця                                       | Matrix                                     | Триніті                     |                             |
| 1999      | Нова кров                                     | New Blood                                  | Лей                         |                             |
| 2000      | Шоколад                                       | Chocolat                                   | Керолайн Клермонт           |                             |
| 2000      | Червона планета                               | Red Planet                                 | командер Кейт Бовен         |                             |
| 2000      | Пам'ятай                                      | Memento                                    | Наталі                      |                             |
| 2000      | Команда                                       | The Crew                                   | детектив Олівія Ніл         |                             |
| 2003      | Матриця: Перезавантаження                     | The Matrix Reloaded                        | Триніті                     |                             |
| 2003      | Матриця: Революція                            | The Matrix Revolutions                     | Триніті                     |                             |
| 2003      | Аніматриця                                    | The Animatrix                              | Триніті                     | озвучила                    |
| 2004      | Нульовий підозрюваний                         | Suspect Zero                               | Френ Кулок                  |                             |
| 2005      | Чамскрабер                                    | The Chumscrubber                           | Джеррі Фолз                 |                             |
| 2005      |                                               | Sledge: The Untold Story                   | Herself/Girlfriend in movie |                             |
| 2006      | Бомби і блокбастери Тінсельтауна              | Boffo! Tinseltown's Bombs and Blockbusters | Триніті                     | в титрах не вказано         |
| 2006      | Фідо                                          | Fido                                       | Гелен Робінсон              |                             |
| 2006      | Сніговий пиріг                                | Snow Cake                                  | Мегі                        |                             |
| 2006      | У Міні це у перший раз                        | Mini's First Time                          | Дайан Дрогс Теннан          |                             |
| 2007      | Підозрюваний                                  | Suspect                                    | лейтенант Чиверс            |                             |
| 2007      | Паранойя                                      | Disturbia                                  | Жулі Брехт                  |                             |
| 2007      | Нормальні                                     | Normal                                     | Кетрін                      |                             |
| 2008      | Світлячки в саду                              | Fireflies in the Garden                    | Келлі Генсон                |                             |
| 2008      | Красуня/Красунчик                             | Pretty/Handsome                            | Елізабет Фітцпейн           |                             |
| 2009      | Любовні рани                                  | Love Hurts                                 | Аманда Бінгем               |                             |
| 2010      | Немислиме                                     | Unthinkable                                | агент Гелен Броді           |                             |
| 2011      |                                               | Normal                                     | Енн Браун                   |                             |
| 2011—2012 | Чак                                           | Chuck                                      | Ґертруда Вербанські         |                             |
| 2012      | Битва на ножах                                | Knife Fight                                | Пенелопа Нельсон            |                             |
| 2012      | Сайлент Хілл 2 (Мовчазний пагорб: Об'явлення) | Silent Hill: Revelation 3D                 | Клаудія Вульф               |                             |
| 2012—2013 | Вегас                                         | Vegas                                      | Кетрін О'Коннел             | всі епізоди                 |
| 2013      | Хлопчик, який пахне як риба                   | The Boy Who Smells Like Fish               | Кетрін                      |                             |
| 2013      | Присилення                                    | Compulsion                                 | Сеффрон                     |                             |
| 2014      |                                               | The Clockwork Girl                         | Адмірал Велз                | голос                       |
| 2014      | Помпеї                                        | Pompeii                                    | Аврелія                     |                             |
| 2014      |                                               | Dragon Nest: Warriors' Dawn                | Елена                       | голос в англійській версії  |
| 2014      | Перетинаючи межу                              | Crossing Lines                             | Аманда Ендрюс               | 4 епізоди                   |
| 2014      | Пісня слона                                   | Elephant Song                              | Олівія                      |                             |
| 2015      |                                               | Pirate's Passage                           | Керстін Гокінс              | голос                       |
| 2015      | Віктор Франкенштейн                           | Frankenstein                               | Марі                        |                             |
| 2016      | Чоловік шукає жінку                           | Man Seeking Woman                          | Джоан Диллон                | 1 епізод (2.09)             |
| 2016      | Шибайголова                                   | Daredevil                                  | Джері Гоґарт                | 1 епізод (2.13)             |
| 2016      | Розум у вогні                                 | Brain on Fire                              | Рона Нек                    |                             |
| 2016      | Люди                                          | Humans                                     | д-р Атена Морров            | 8 епізодів                  |
| 2017      | Байбаймен                                     | The Bye Bye Man                            | детектив Шоу                |                             |
| 2017      | Залізний кулак                                | Iron Fist                                  | Джері Гоґарт                | 3 епізоди                   |
| 2017      | Захисники                                     | The Defenders                              | Джері Гоґарт                |                             |
| 2019      | Вістінг                                       | Wisting                                    | Меган Гриффін               | 5 епізодів                  |
| 2015—2019 | Джессіка Джонс                                | Jessica Jones                              | Джері Гоґарт                | 10 епізодів                 |
| 2019—2020 | Розкажи мені казку                            | Tell Me A Story                            | Ребекка Прюїтт              | основна роль (другий сезон) |
| 2021      | Матриця: Воскресіння                          | The Matrix Resurrections                   | Триніті                     |                             |
| 2024      | Аколіт (телесеріал)                           | The Acolyte                                |                             |                             |

### Відеоігри
| Рік  | Назва                          | Роль        | Примітки                                                          |
| ---- | ------------------------------ | ----------- | ----------------------------------------------------------------- |
| 2003 | Enter the Matrix               | Трініті     | FMV, захоплення руху                                              |
| 2010 | Mass Effect 2                  | Арія Т'лоак |                                                                   |
| 2012 | Mass Effect 3                  | Арія Т'лоак | крім основної гри, з'являється в доповненні Omega                 |
| 2021 | Mass Effect: Legendary Edition | Арія Т'лоак |                                                                   |
| 2021 | The Matrix Awakens             | Трініті     | Захоплення голосу та руху, технічне демо The Matrix Resurrections |
| 2022 | Horizon Forbidden West         | Тільда      | Озвучування, захоплення руху                                      |

## Нагороди і номінації

### Нагороди
- 2007: Кінопремія «Джині» — Найкраща акторка другого плану («Сніговий пиріг»)
- 2002: Кінопремія «Незалежний дух» — Найкраща акторка другого плану («Пам'ятай»)
- 2000: Премія «Golden Slate» — Найкраща акторка («Матриця»)
- 2000: Премія «Golden Slate» — Найкращий дебют («Матриця»)

### Номінації
- 2004: Премія «Golden Slate», Найкраща акторка — Драма / Екшн / Пригоди («Матриця: Революція»)
- 2000: Кінонагорода каналу MTV, Жіночий прорив року («Матриця»)
- 2000: Премія «Сатурн», Найкраща акторка («Матриця»)
- 2000: Премія «Blockbuster Entertainment Award», Найкраща акторка-новачок («Матриця»)